# رومان، بلغارستان

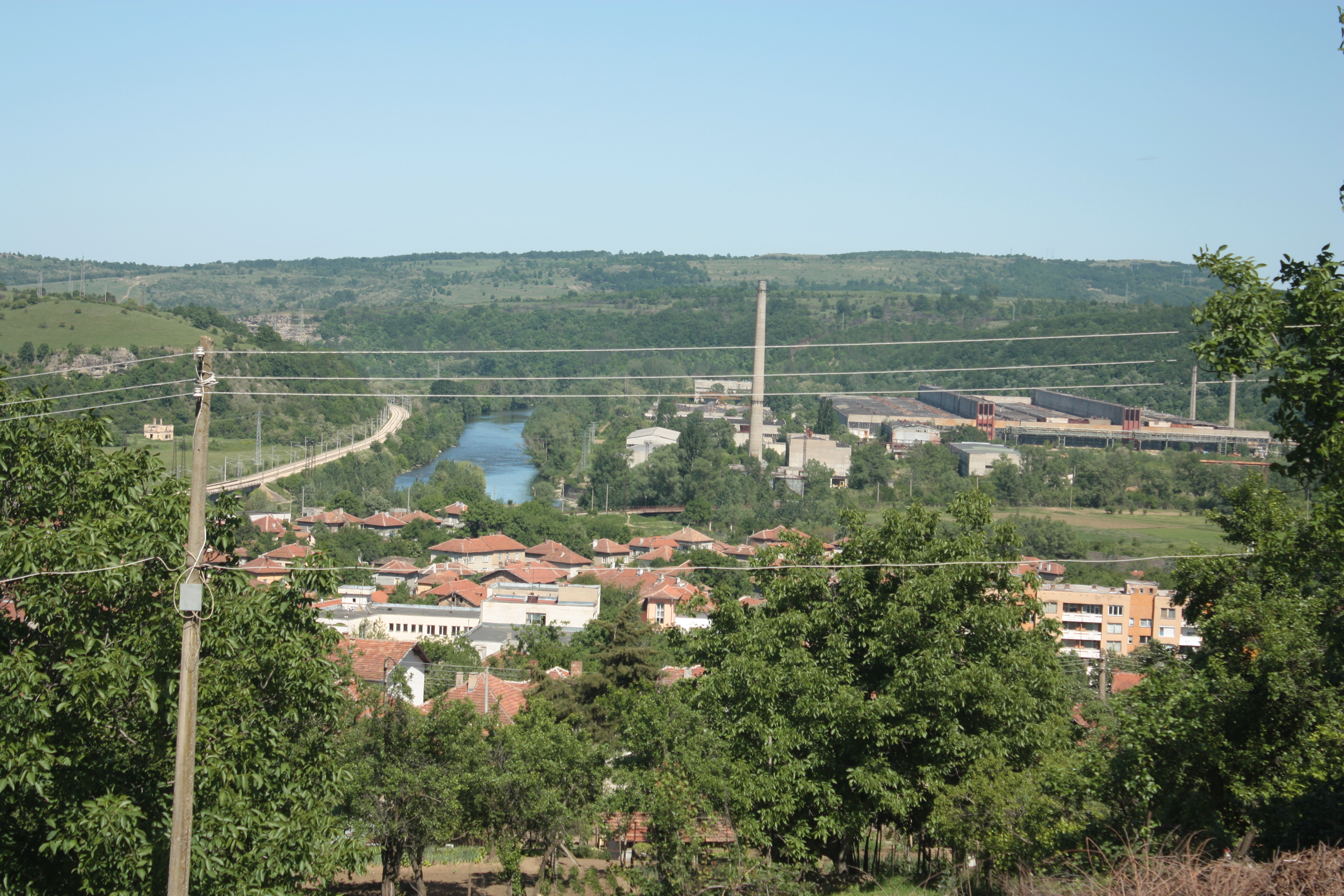
نمایی از رومان، شهری در استان وراتسا کشور بلغارستان - ۲۰۱۳

رومان شهری در استان وراتسا کشور بلغارستان است که جمعیت آن در سال ۲۰۰۱ میلادی ۳٬۶۰۲ نفر بوده‌است.